# خوان مارتين دايز
خوان مارتين دايز (بالإسبانية: Juan Martín Díez)‏ هو جندي إسباني، ولد في 2 سبتمبر 1775 في كاستريلو دي دويرو في إسبانيا، وتوفي في 20 أغسطس 1825 في نافا دي روا في إسبانيا بسبب شنق.